# 国家公務員法
国家公務員法（こっかこうむいんほう、昭和22年10月21日法律第120号）は、国家公務員について適用すべき各般の根本基準に関する日本の法律である。略称は、国公法（こっこうほう）である。
1947年（昭和22年）10月21日に公布、同年11月1日に附則2条（臨時人事委員会〈人事院の前身〉に関する条項）のみ先行施行、他の条項は1948年（昭和23年）7月1日から施行された。
人事院事務総局企画法制課・職員福祉局補償課・給与局生涯設計課および内閣官房隷下の内閣人事局が共同で所管し、総務省行政評価局、行政管理局など他省庁と連携して執行にあたる。

## 概説
この法律の規定は、一般職に属する全ての職に適用される（第2条第4項）一方、原則として特別職に属する職には適用されない（同条第5項）。なお、一般職に属する職員に関し、その職務と責任の特殊性に基づいて、別に法律又は人事院規則によって、特例を定めることができる（附則第13条）とされており、その例として外務公務員法、検察庁法、警察法等が挙げられる。
能力等級制を中心とする人事行政制度を導入し、その実施のための専門的総合調整機関として人事院の組織、権限、運営規定を定めるほか、一般職の義務、権利等についての大まかな内容が規定されている。
制定は連合軍による占領中に行われ、法律の内容は、国家公務員の団体交渉権と争議権を否定しない規定を除き、米国から派遣されたブレイン・フーヴァーの勧告に全面的に従ったものであった。しかしながら、制定後にフーヴァーは団体交渉権と争議権を否定するよう改正を主張し、連合国最高司令官（SCAP）マッカーサーもフーヴァーを支持したうえで改正を求める書簡を芦田均首相に送付、その求めに応じ次の吉田茂首相の下で法律改正が行われ、国家公務員の団体交渉権と争議権が否定されて現在に至っている。
なお、一般職の給与の詳細については一般職の職員の給与に関する法律に、勤務時間、休暇等の詳細については一般職の職員の勤務時間、休暇等に関する法律に、その職員に関する倫理原則等については国家公務員倫理法に、特別職についての各種の規定は特別職の職員の給与に関する法律及び個別の法律に定められている。また、これら国家公務員の職制に関する法律の細目部分の規定は、（他の法律のように政令、府省令へ委任するものも一部あるが）大半は人事院規則、人事院指令で定められる形となっている。
宿舎に関しては、別途、国家公務員宿舎法が定められている。

## 構成
- 第1章 総則（第1条・第2条）
- 第2章 中央人事行政機関（第3条-第26条）
  - 第3条（人事院）
- 第3章 職員に適用される基準
  - 第1節 通則（第27条-第32条）
  - 第2節 試験及び任免（第33条・題33条の2）
    - 第1款 通則（第34条-第41条）
    - 第2款 採用試験（第42条-第49条）
    - 第3款 採用候補者名簿（第50条-第53条）
    - 第4款 任用（第54条-第60条）
    - 第5款 休職、復職、退職及び免職（第61条）
    - 第6款 幹部職員の任用等に係る特例（第61条の2-第61条の8）
    - 第7款 幹部候補育成課程（第61条の9-第61条の11）

  - 第3節 給与（第62条）
    - 第1款 給与準則（第63条-第67条）
    - 第2款 給与の支払（第68条-第70条）

  - 第4節 人事評価（第70条の2-第70条の4）
  - 第4節の2 研修（第70条の5-第70条の7）
  - 第5節 能率（第71条-第73条の2）
  - 第6節 分限、懲戒及び保障（第74条） 
    - 第1款 分限
      - 第1目 降任、休職、免職等（第75条-第81条）
      - 第2目 定年（第81条の2-第81条の6）

    - 第2款 懲戒（第82条-第85条）
    - 第3款 保障
      - 第1目 勤務条件に関する行政措置の要求（第86条-第88条）
      - 第2目 職員の意に反する不利益な処分に関する審査（第89条-第92条の2）
      - 第3目 公務傷病に対する補償（第93条-第95条）

  - 第7節 服務（第96条-第106条）
  - 第8節 退職管理
    - 第一款 離職後の就職に関する規制（第106条の2-第106条の4）
    - 第二款 再就職等監視委員会（第106条の5-第106条の22）
    - 第三款 雑則（第106条の23-第106条の27）

  - 第9節 退職年金制度（第107条・第108条）
  - 第10節 職員団体（第108条の2-第108条の7）
- 第4章 罰則（第109条-第113条）
- 附則